# Wysoczyzna Wieruszowska
Wysoczyzna Wieruszowska, również Wysoczyzna Bolesławiecka lub Próg Wieruszowski (318.24) – mezoregion fizycznogeograficzny w środkowej Polsce, stanowiący południowo-zachodnią część Niziny Południowowielkopolskiej. Region graniczy od północy z Wysoczyzną Złoczewską i Kotliną Grabowską, od północnego zachodu ze Wzgórzami Ostrzeszowskimi, od południowego zachodu i  południa z Równiną Oleśnicką a od południowego wschodu i wschodu z Progiem Woźnickim, Obniżeniem Liswarty, Progiem Herbskim, Obniżeniem Krzepickim i Wyżyną Wieluńską. Wysoczyzna Wieruszowska leży na pograniczu trzech województw: łódzkiego, wielkopolskiego i opolskiego.
Mezoregion jest zdenudowaną równiną morenową tworzącą równoleżnikowy łukowy pomost między sąsiednimi wyżynami. Specyficzną cechą geomorfologiczną regionu jest występowanie tzw. kęp wysoczyznowych (np. Opatowska, Siemianicka, Mikorzyńska, Wójcińska, Żdżarska), poprzecinanych obniżeniami. Przez Wysoczyznę Wieruszowską przepływa górna Prosna. Główne drzewostany regionu to sosna i dąb a na wyższych obszarach również buk i jodła z elementami górskiego runa, choć zalesienie na ogół jest niewielkie.
Ośrodkami miejskimi regionu są Kępno, Wieruszów (na pograniczu), Byczyna i Bolesławiec. Ponadto leżą tu wsie Bralin, Skomlin, Baranów, Opatów, Łubnice, Trzcinica i Łęka Opatowska.